# Setena Croada
La setena croada fou la primera de les dues empreses sota la direcció del rei Lluís IX de França. Decidida el 1244, es va posar en marxa el 1248 i va arribar a Egipte l'any següent. Vençut i capturat pels mamelucs el 1250, l'exèrcit pagà rescat i actuà a continuació fins al 1254. La croada va ser gairebé exclusivament francesa.

## Antecedents
Jerusalem, obtinguda per la Sisena Croada de Frederic II, va caure en mans dels corasmis el 1244, i l'exèrcit del regne de Jerusalem va perdre la batalla de La Forbie el mateix any. Aquestes notícies van decidir el rei Lluís a prometre abraçar la creu, si es guaria d'una greu malaltia que patia.

## La Croada

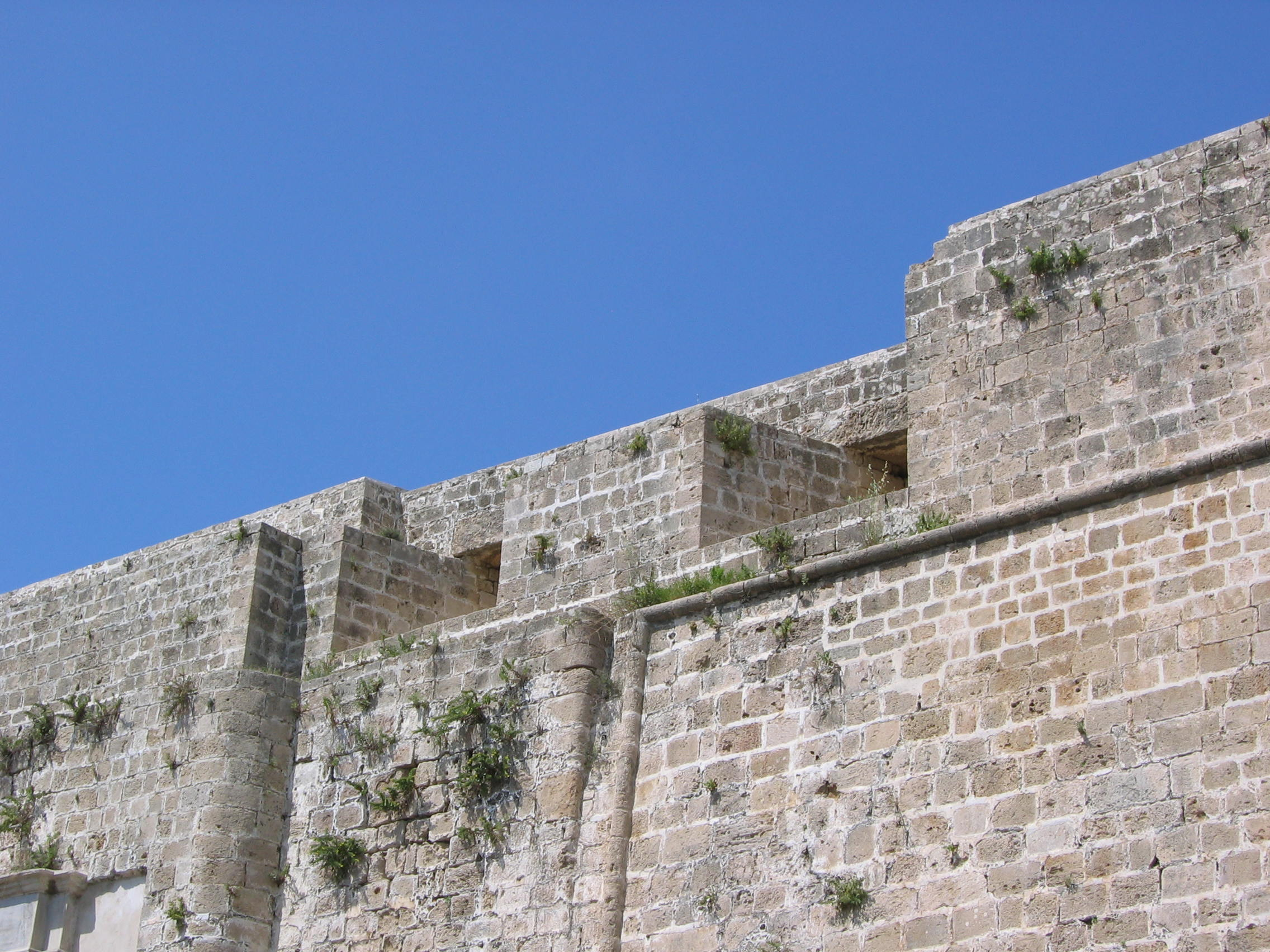
Fortificacions d'Acre

### Embarcament i hivernada a Xipre
Des del 1247, Lluís IX de França va enviar a Xipre vaixells i pertrets. Al mateix temps, va ordenar la construcció d'un port per partir de França (Aigües Mortes) des d'on va embarcar el 25 d'agost de 1248. La flota va desembarcar a Limassol el 17 de setembre de 1248. Durant l'hivern van preparar l'estratègia: desembarcar a Egipte (aprofitant la feblesa del soldà ayyubita al-Salih) i capturar alguna gran ciutat que canviar per Jerusalem. Lluís va perdre alguns mesos posant pau a Acre entre pissans i genovesos, i pel juny de 1249 va arribar a la vista de Damiata.

### La campanya d'Egipte
El soldà As-Sàlih Ayyub, malalt, va encomanar al seu emir Fakhr al-Dihn ibn al-Sheikh impedir el desembarcament croat a Damiata. No ho va aconseguir, i els francs van prendre la ciutat, amb facilitat, ja que havia estat abandonada per la major part dels seus habitants. Van esperar, llavors, la fi del període d'inundacions (octubre). Lluís IX de França va decidir avançar cap al Caire, contra el consell dels seus nobles, que preferien prendre Alexandria mentre el soldà oferí, infructuosament, l'intercanvi de Damiata per Jerusalem. Mort el soldà, la seva vídua Shakhar al-Durr mantingué en secret la nova per donar temps al seu fill Turan-Xah ibn as-Sàlih Ayyub en la seva consolidació al tron.

Delta oriental del Nil.

L'emir Fakhr al-Dihn va aconseguir endarrerir l'avanç croat a Mansura fins al febrer del 1250. Robert I d'Artois i els Templers aconsegueixen derrotar i matar Fakhr al-Dihn, però, a continuació, envestiren la ciutat desordenadament i el cap mameluc Baibars al-Bunduqdarí manà un contraatac letal per als croats en el qual el germà del rei troba la mort.
El nou soldà Turan-Xah ibn as-Sàlih Ayyub vencé els croats a la batalla de Fariskur, i els croats s'hagueren de retirar. Malalts, encerclats, es van haver rendir i caldria pagar un rescat pel rei de 500.000 lliures, que foren avançades per l'Orde del Temple. La mort de Turan-Xah obligà a renegociar el rescat, però, finalment, el rei arribà a Acre el maig del 1250.

### Lluís IX a Acre
El rei es va mantenir quatre anys a Terra Santa, amb l'esperança que les lluites entre els partidaris dels ayyubites i els dels mamelucs li permetessin conquerir Jerusalem. No va reeixir, però va fer fortificar les fortaleses del regne, abans de tornar a França (1254).